# الاعتراف الكردي بالإبادة الجماعية للأرمن

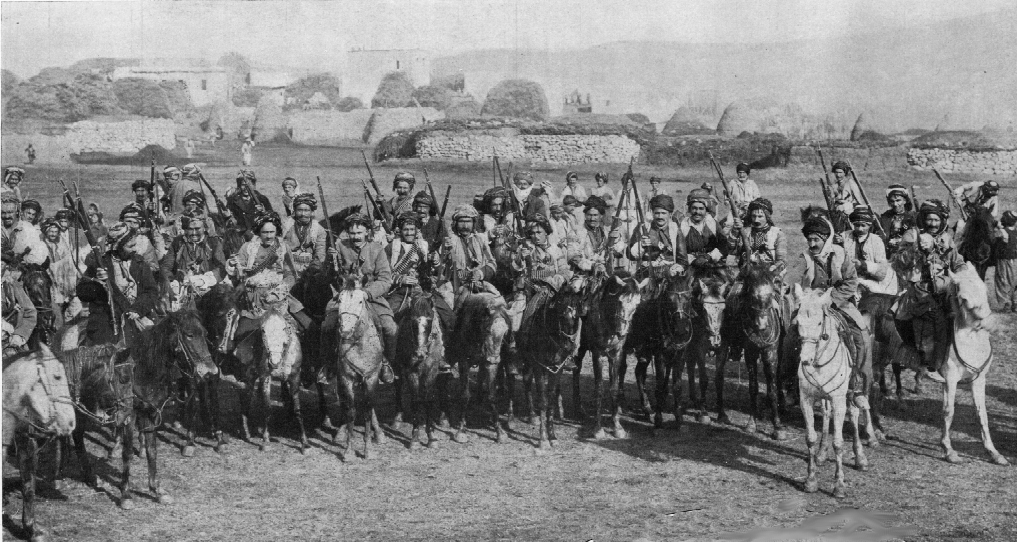
سلاح الفرسان الكردي في الحرب العالمية الأولى

هناك اعتراف من قبل عدة مجموعات من الأكراد بمشاركة أجدادهم في الإبادة الجماعية للأرمن خلال الحرب العالمية الأولى. شاركت بعض القبائل الكردية، خاصة كجزء من الجيش العثماني، إلى جانب الأتراك وغيرهم، في مذابح الأرمن. عارض أكراد آخرون الإبادة الجماعية، وفي بعض الحالات قاموا بإخفاء أو تبني لاجئين أرمن. كما تم العفو عن السجناء في السجون العثمانية، بما في ذلك الأكراد والأتراك، وإطلاق سراحهم من السجن في حال ذبحوا الأرمن.

## العواقب

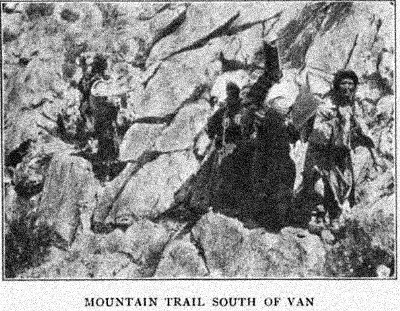
اللاجئون في الممرات الجبلية هاجمهم الأكراد

تم تنفيذ الإبادة الجماعية للأرمن من قبل بعض الأكراد بدقة بمساعدة من الأكراد القبليين الذين تم تنظيمهم في قوة مساعدة تسمى الخيالة الحميدية التابعة للحكومة العثمانية في القسطنطينية. كما تم العفو عن السجناء في السجون العثمانية، بما في ذلك الأكراد والأتراك، وإطلاق سراحهم من السجن في حال ذبحوا الأرمن.
خلال مقاومة وان، سيطر الأرمن الذين غادروا عبر بلاد فارس مواقع دفاعية في بارجيري، وسراي وهوساب أحياء محافظة وان. اعترضت القوات الكردية مجموعة من اللاجئين كانت تتابع القوات الروسية عندما عبرت الممرات الجبلية بالقرب من ممر بارجيري، وتسببت في سقوط العديد من الضحايا هناك.
كان أمن اللاجئين من مسؤولية الإمبراطورية العثمانية. ذكرت السلطات العثمانية أن بعض مجموعات اللاجئين تعرضت لهجوم من قبل القبائل المحلية (الكردية والعربية[بحاجة لمصدر])، قبل أن يصلوا إلى وجهتهم. لقد وقعت هذه الهجمات بشكل رئيسي على الطرق بين حلب ومسكنة، لكنها كانت خطيرة أيضًا من ديار بكر إلى دير الزور ومن ساروك إلى حلب على طريق منبك. هذه المنطقة مأهولة بالسكان الأكراد.

زعم الصدر الأعظم محمد طلعت باشا في مذكراته بعد وفاته التالي:
مع أننا عاقبنا العديد من المذنبين، إلا أن معظمهم لم يمسهم أحد. هؤلاء الأشخاص الذين يمكن أن نسميهم خارجين عن القانون، بسبب موقفهم غير القانوني في تجاهل نظام الحكومة المركزية، انقسموا إلى طبقتين. بعضهم كان يتصرف بدافع الكراهية الشخصية أو لتحقيق منفعة فردية. كان أولئك الذين نهبوا بضائع الأرمن المرحلين يعاقبون بسهولة، ونحن نعاقبهم. ولكن كانت هناك مجموعة أخرى اعتقدت بصدق أن المصلحة العامة للمجتمع تقتضي معاقبة الأرمن الذين ذبحوا المحمديين الأبرياء وأولئك الذين ساعدوا قطاع الطرق الأرمن في تعريض حياتنا الوطنية للخطر.

## قائمة الاعتراف
| النوع                 | الاعتراف                                        | التاريخ                     | الإعلان |
| --------------------- | ----------------------------------------------- | --------------------------- | --- |
| منظمة غير حكومية      | المعهد الكردي في باريس                          |                             | أقر المعهد الكردي في باريس أن مذبحة عام 1915 هي إبادة جماعية. كثيرًا ما يتم ذكر الإبادة الجماعية للأرمن في مجلة شهرية يصدرها المعهد الكردي. |
| منظمة غير حكومية      | مركز حلبجة ضد الأنفلة والابادة الجماعية للاكراد |                             | رحبوا بالاعتراف بالإبادة الجماعية ضد الشعب الأرمني. كان الدافع من مركز حلبجة ضد الأنفلة والابادة الجماعية للاكراد هو: "هذا الاعتراف سيساعدنا جميعًا في الحصول على فهم أوسع لجرائم الماضي ويقدم لنا إمكانية مستقبل سلمي وأكثر إشراقًا." في عام 2006، نشر مركز حلبجة ضد الأنفلة والابادة الجماعية للاكراد مقالًا عن الإبادة الجماعية للأرمن بعنوان "الإبادة الجماعية للأرمن: تركيا مستهدفة". كما تم نشر أكثر من 10 مقالات تتعلق بالإبادة الجماعية في وقت سابق. |
| سياسي                 | حزب المجتمع الديمقراطي                          | 30 ديسمبر 2008              | اعتذر للأرمن والسريان عن الإبادة الجماعية عام 1915. قال زعيم الحزب أحمد تورك: "نشعر بألم الأحداث في قلوبنا، نشعر أننا بحاجة إلى الاعتذار. في تركيا، أصبح الاعتذار موضة كبيرة مؤخرًا. ومع ذلك، فإن اعتذارنا شيء مختلف تمامًا" وأن "ربما الأكراد ساهموا في فقدان هذا الثراء (الثقافي)، فنحن نخجل عندما ننظر إلى إخواننا الأرمن أو السريان r". |
| سياسي                 | الحزب الديمقراطي الكردستاني                     |                             | نُشر في موقع أنصار الحزب الديمقراطي الكردستاني مقالًا للكاتب نزور سيماكان تحدث فيه عن الإبادة الجماعية للأرمن حيث وصف الإبادة الجماعية بأنها جريمة ضد الشعب المسيحي. نشر زعيم الحزب مسعود بارزاني كتابًا عن الإبادة الجماعية للأرمن. |
| حزب العمال الكردستاني | عبد الله أوجلان                                 | 10 أبريل 1998 30 يناير 2014 | في رسالة شخصية بتاريخ 10 أبريل 1998 إلى روبرت كوتشاريان، رئيس أرمينيا الذي تم تنصيبه حديثًا، هنأه أوجلان على فوزه في الانتخابات وأعرب عن أمله في الاعتراف رسميًا بالإبادة الجماعية في تركيا: ""كما أنني أرحب وأؤيد إصدار قرار في مجلس الشيوخ البلجيكي يدعو الحكومة التركية في أنقرة إلى الاعتراف بواقع المحرقة الأرمنية التي ارتكبها النظام العثماني الأخير في 1915-1919 ... المجازر التي وقعت خلال الحرب العالمية الأولى والتي صدمت ثم أصبح العالم المتحضر سابقة لمظاهرة أكثر ترويعًا وتدميرًا للإبادة الجماعية للشعب اليهودي على يد النازيين الألمان في الحرب العالمية الثانية. لنتذكر رد هتلر على أحد منتقدي "الحل النهائي" للمشكلة اليهودية: "من اشتكى من الأرمن؟"" كرر أوجلان هذا الموقف في رسالة نشرتها في 30 يناير 2014 الأسبوعية الأرمنية التي تتخذ من اسطنبول مقرًا لها "أغوس". خلال الرسالة، التي كتبها من زنزانته في سجن إمرالي، استخدم مرارًا كلمة "إبادة جماعية" لوصف الفظائع، وذكر: "اليوم، يجب على العالم أجمع أن يواجه الحقيقة التاريخية لما حدث للأرمن وأن يشاركهم آلامهم، مما يمهد الطريق للحداد. ولا محالة، سيتعين على الجمهورية التركية أيضًا التعامل مع هذه القضية بنضج ومواجهة هذا التاريخ المؤلم". كما أكد أن النضال الكردي والأرمني مرتبطان ببعضهما البعض، مستشهدًا باغتيال المؤسس المشارك لأغوس هرانت دينك كمثال على كيفية سعي "القوى المعادية للديمقراطية" داخل تركيا لتقويض كلا السببين. كانت رسالة أوجلان بمثابة إدانة واضحة للملاحظات التحريضية التي أدلى بها الرئيس المشارك اتحاد مجتمعات كردستان هوليا أوران بشأن مؤامرات مزعومة تنفذها "جماعات الضغط الأرمينية واليهودية واليونانية" لتقويض الحركة الديمقراطية في تركيا. |
| حزب العمال الكردستاني | المجلس الكردي لأرمينيا                          | 10 مارس 2009                | تحدث رئيس المجلس الكردي في أرمينيا، كنياز حسنوف، مرارًا وتكرارًا عن الإبادة الجماعية للأرمن. قال حسنوف في 10 مارس 2009 عن الأكراد الذين شاركوا في مذابح ضد الأرمن أنهم أكراد منفصلون وليسوا الأمة الكردية. |
| حزب العمال الكردستاني | كونجرا جل (حزب العمال الكردستاني)               | 20 أغسطس 2004               | في مقابلة مع أونيك كريكوريان من شبكة الأخبار الأرمنية في 20 أغسطس 2004، صرح حيدر علي ممثل كونجرا جل في القوقاز: "موقف أرمينيا أكثر تفضيلًا تجاه الأكراد لأن 1،5 مليون أرمني قتلوا خلال الإبادة الجماعية. ومع ذلك، فإن إنكار الهوية الكردية في أرمينيا هو انتهاك للالتزامات الدولية لحقوق الإنسان ولكن نعم، أنت على حق. من المعروف أن كردستان والأكراد انقسموا عبر التاريخ وأن هذه سياسة خاصة تتبعها دول قوية جدًا في العالم لإضعافنا. الانقسام بين الأكراد واليزيديين هو مظهر آخر من مظاهر ذلك." |
| حزب العمال الكردستاني | البرلمان الكردي في المنفى                       | 24 أبريل 1997               | أصدر قرارًا يعترف بالإبادة الجماعية للأرمن. قيل في القرار: "المخططات واللوجستيات لهذه الإبادة الجماعية التي تم إعدادها مسبقًا، استخدمت فيها حميدية الأيلاري من القبائل الكردية (على غرار نظام حراس القرى الحالي الذين يقتلون شعبنا) لارتكاب إبادة جماعية تاريخية، غير المعروفة حتى ذلك الحين. وفي هذه الإبادة الجماعية، قُتل ملايين الأرمن والسريان السوريين، وتم ترحيل ملايين آخرين من ديارهم وأراضيهم وتشتتوا في أرجاء العالم الأربعة." كذلك في القرار: "يصادف اليوم الذكرى الثانية والثمانين للإبادة الجماعية التي ارتكبت بحق الشعبين الآشوري - السرياني والأرمن. وبتقاسم الآلام التي سببتها هذه العملية، أجد الدولة العثمانية والمتعاونين معهم الحميدية الأيلاري، التي شكلتها بعض القبائل الكردية، مسئولين عن هذه الجريمة من قبل التاريخ وأنا أدينهم بفظاظة. زبير أيدر رئيس اللجنة التنفيذية". |
| سياسي                 | WeKurd                                          |                             | بعد وقت قصير من مقتل الصحفي الأرميني هرانت دينك، نشر رئيس WeKurd مقالًا عن القتل والإبادة الجماعية للأرمن. |
| صحيفة                 | الإعلام الكردي                                  |                             | نشرت وسائل الإعلام الكردية أكثر من 100 مقال حول الإبادة الجماعية، مفيد عبد الله هو أحد مؤلفي المقالات وفي عام 2008 نشر مقالًا عن "الإبادة الجماعية للأرمن والتورط الكردي." |
| صحيفة                 | أوزغور جوندم                                    |                             | اعتذار كردي للشعب الأرمني عن الصمت والتواطؤ في الإبادة الجماعية للأرمن. موقع أوزغور جوندم في نفس الوقت كان يحتوي أيضًا على منشورات مفصلة عن الإبادة الجماعية والمصاعب والمعاناة للشعب الأرمني. |
| منظمة غير حكومية      | نادي الشباب الكردي (الولايات المتحدة الأمريكية) |                             | ألقى آرا آلان، الأمين العام كلمة في ذكرى الذكرى 92 للإبادة الجماعية للأرمن من قبل الأتراك العثمانيين. أُلقي الخطاب في مبنى الكابيتول بولاية جورجيا، حيث خاطب الأرمن الأمريكيين، وأعضاء مجلس الشيوخ، وأعضاء الكونغرس، والعمدة، والقضاة، وممثلو عمدة أتلانتا، وحاكم ولاية جورجيا. |
| سياسي                 | حزب الشعوب الديمقراطي                           |                             | أقر الرئيس المشارك لحزبه صلاح الدين دميرطاش بوجود الإبادة الجماعية للأرمن في مقابلة أجراها مع Civilnet. |

## روابط خارجية
- الأسطورة الكردية سيفان بيروير يتحدث عن الإبادة الجماعية للأرمن